# Gaio-Rosário
Gaio-Rosário ist ein Ort und eine ehemalige Gemeinde (Freguesia) im portugiesischen Kreis Moita. Die Gemeinde hatte 1224 Einwohner (Stand 30. Juni 2011).
Am 29. September 2013 wurden die Gemeinden Gaio-Rosário und Sarilhos Pequenos zur neuen Gemeinde União das Freguesias de Gaio-Rosário e Sarilhos Pequenos zusammengeschlossen. Gaio-Rosário ist Sitz dieser neu gebildeten Gemeinde.